# JRE
Java執行環境（Java Runtime Environment，縮寫：JRE）是一個軟體，由昇陽電腦所研發，可以讓電腦系統執行Java應用程式（Java Application）。
JRE的內部有一個Java虛擬機器（Java Virtual Machine，JVM）以及一些標準的類別函数庫（Class Library）。